# Sos del Rey Católico
Sos del Rey Católico là một đô thị ở tỉnh Zaragoza, Aragon, Tây Ban Nha. Theo điều tra dân số 2004 của Viện thống kê Tây Ban Nha (INE), đô thị này có dân số là 740 người. Diện tích đô thị này là 216 ki-lô-mét vuông. Đô thị này nằm ở độ cao 652 m trên mực nước biển, cách tỉnh lỵ 123 km.